# Trevor Goddard
Trevor Joseph Goddard (ur. 14 października 1962 w Londynie, zm. 7 czerwca 2003 w Hollywood) – brytyjski aktor telewizyjny.

## Życiorys

### Wczesne lata
Urodził się w dzielnicy Londynu − Croydon jako syn Erica i Clary Goddard. W latach 1974−79 uczęszczał do Ravensbourne School, Hayes Lane, w Bromley. W 1977 jako punk pomógł stworzyć szkolny zespół The Belsen Horrors (nazwa pochodziła od utworu Sex Pistols), który przetrwał do roku 1978. Później, w latach 1979−80 był perkusistą w innej punkowej kapeli Vamp. Grupa ta była prowadzona przez Wayne’a Cregana, który był jednym z pierwszych członków angielskiej formacji X-Ray Spex. Bromley był ściśle związany z wczesnym ruchem punk: Poly Styrene (X-Ray Spex), Siouxsie Sioux (Siouxsie and the Banshees) i Billy Idol, który podobnie jak Trevor uczęszczał do Ravensbourne School for Boys.

### Kariera
Zanim rozpoczął karierę aktorską był bokserem (mierzył 185 cm wzrostu). Stał się znany przede wszystkim z roli Kano w filmie Mortal Kombat (1995) oraz kreacji Mica Brumbiego w serialu JAG (1998−2001). Polscy widzowie mogą go również kojarzyć z filmem Śmiertelny rejs (1998), Goddard grał tam jednego z terrorystów. W Najemnikach (1994) pojawił się u boku Dolpha Lundgrena.
Grał jednego z piratów w filmie Piraci z Karaibów: Klątwa Czarnej Perły (2003) z udziałem Johnny’ego Deppa i Orlando Blooma. W 2010 roku wydano niezależny film Flexing with Monty − nakręcony w połowie lat 90. Goddard wcielił się w nim w postać tytułową.

### Życie prywatne
7 czerwca 2003 w Hollywood zmarł w wieku 40 lat z powodu przypadkowego przedawkowania narkotyków. Sekcja zwłok ustaliła przyczyny śmierci – śmiertelną kombinację kokainy, heroiny i leków na receptę, co zakwalifikowano jako nieszczęśliwy wypadek a nie samobójstwo. W chwili jego śmierci, Goddard, ojciec dwójki dzieci, był w trakcie rozwodu z żoną Ruth-Ann.

## Filmografia

### Filmy fabularne
- 1992: Inside Out jako inny kryminalista
- 1994: Najemnicy (Men of War) jako Keefer
- 1995: Szybkie pieniądze (Fast Money) jako Regy
- 1995: Mortal Kombat jako Kano
- 1995: Zakaz chodzenia w niebieskim (Illegal in Blue) jako Mickey Fuller
- 1995: Punkt zwrotny (The Break) jako Nails
- 1997: Zasadzka na Diabelskiej Wyspie (Assault on Devil's Island, TV) jako Fraker
- 1997: Przerwany rejs (Dead Tides) jako Scott
- 1998: Śmiertelny rejs (Deep Rising) jako terrorysta T. Ray
- 1998: Ona jest za wysoka (She's Too Tall) jako Warner
- 1998: Jakaś dziewczyna (Some Girl) jako Ravi
- 2000: 60 sekund (Gone in 60 Seconds ) jako Don
- 2001: Kiedy Billie pokonała Bobby’ego (When Billie Beat Bobby, TV) jako Barry Court
- 2003: Piraci z Karaibów: Klątwa Czarnej Perły jako pirat
- 2008: Flexing with Monty jako Monty

### Seriale TV
- 1992: Jedwabne pończoszki (Silk Stalkings) jako Steiner
- 1992: Renegat jako Digger Macy
- 1993: Murphy Brown jako Colin
- 1993: Słoneczny patrol (Baywatch) jako Wiley Brown
- 1994: Jedwabne pończoszki (Silk Stalkings) jako Oscar LeMay
- 1995: Renegat jako Ty Waitly
- 1996: Napisała: Morderstwo jako Boyd Hendrix
- 1996: Bez przeszłości (Nowhere Man) jako Mackie
- 1998: Babilon 5 jako Trace
- 1998: Z Archiwum X jako brytyjski członek załogi
- 1998−2000: JAG jako Komandor porucznik Michael 'Mic' Brumby